# Jiří Ostracius
Jiří Ostracius (česky Střípek; 1545 – 19. února 1575) byl český spisovatel, básník a pedagog. Patřil do literární skupiny Jana Hodějovského z Hodějova.
Narodil se v Rakovníku. Po místní partikulární škole studoval ve Wittenbergu a poté v Praze, kde získal roku 1570 bakalářský titul a o dva roky později i titul mistra. Mezitím byl v letech 1567–1572 správcem školy v Žatci. Poté učil dva syny Lva Fictuma z Fictumu v Klášterci nad Ohří, se kterými odcestoval i do Lipska, Jeny a Erfurtu. V roce 1575 se vrátil do Prahy, kde náhle zemřel.

## Z díla
- Descriptio urbis et scholae Zatecensis
- List církve křesťanům
- Kniha elegií a epigramů